# Памятник Дмитрию Прянишникову
Па́мятник Дми́трию Пря́нишникову — памятник русскому агрохимику, биохимику и физиологу растений, основоположнику советской научной школы в агрономической химии Дмитрию Прянишникову.

## История
Дмитрий Прянишников скончался 30 апреля 1948 года. 7 мая 1948 года Совет Министров СССР постановил к 1950-му году возвести монумент учёному на территории Сельскохозяйственной академии имени Климента Тимирязева. Тогда эти планы не были воплощены.
В следующий раз к планам установки памятника вернулись в 1965 году, когда отмечалось 100-летие со дня рождения Дмитрия Прянишникова. Открыли мемориал 14 августа 1973 года. Авторами проекта являются скульпторы Ольга Квинихидзе и Гавриил Шульц, архитекторы Георгий Лебедев и Василий Петров.
Первым мужем скульптора Ольги Квинихидзе был Антон Кузьмич Запорожец (1894—1941) — организатор и первый директор Всесоюзного научно-исследовательского института удобрений, агрохимии и агропочвоведения. В работе института с первых дней принимал активное участие Дмитрий Прянишников. После того как в июле 1941 года Запорожца расстреляли, Дмитрий Прянишников оказывал Ольге Квинихидзе поддержку.
В 1974 году памятник Дмитрию Прянишникову был отмечен дипломом Академии художеств СССР. В 2011 году памятнику был присвоен статус выявленного объекта культурного наследия.
Бронзовая статуя изображает учёного в полный рост. Он одет в костюм-тройку и пальто. Его голова немного наклонена вниз, лицо задумчивое, левая рука опущена в карман брюк. Рядом расположен сноп хлебных колосьев. Скульптура помещена на гранитный постамент с памятной табличкой, на которой выбита надпись: «Дмитрий Николаевич Прянишников 1865—1948».